# Trinidad Pardo de Tavera
Trinidad Hermenegildo José María Juan Francisco Pardo de Tavera y Gorricho (ur. 13 kwietnia 1857 w Manili, zm. 25 marca 1925 tamże) – filipiński językoznawca, polityk, lekarz, botanik, historyk i filozof.

## Życiorys
Urodził się w Manili jako potomek prominentnej, majętnej rodziny. Od strony ojca powiązany z hiszpańskim rodem arystokratycznym o portugalskich korzeniach, ze strony matki natomiast z filipińskimi przemysłowcami, zawdzięczającymi swoją fortunę między innymi pracy w sektorze bankowym i kontraktom na dostawy dla armii kolonialnej.
Uczęszczał do prestiżowego Ateneo w rodzinnym mieście. Kształcił się w Colegio de San Juan de Letrán, następnie studiował medycynę kolejno na Universidad de Santo Tomás i na paryskiej Sorbonie. Uczestnik rewolucji filipińskiej, w tym Kongresu w Malolos (1898). Znany z proamerykańskich sympatii, w 1899 założył pismo „La democracia” o takim właśnie profilu politycznym. Gorący zwolennik wprowadzenia języka angielskiego do szerokiego użytku na archipelagu, zwłaszcza jako narzędzia służącego do wykorzenienia wszelkich śladów hiszpańskiego dziedzictwa kolonialnego. W 1900 znalazł się wśród twórców Partii Federalnej. W 1901 wszedł w skład Komisji Filipińskiej, ciała legislacyjnego powołanego przez amerykańskie władze okupacyjne. Był inicjatorem powstania pierwszej finansowanej ze środków publicznych szkoły medycznej na Filipinach, pełnił też funkcję jej pierwszego kierownika (1899–1900). Od 1922 aż do swojej śmierci kierował Biblioteką Narodową Filipin.
Uznawany za jednego z czołowych intelektualistów filipińskich swojej epoki. Pamiętany z artykułów poświęconych Filipinom w okresie przedhiszpańskim. Opublikował również szereg książek, zwłaszcza z zakresu językoznawstwa, historii i botaniki (chociażby szeroko komentowane Plantas medicinales de Filipinas, 1892). Pozostawił też El alma filipina (1906) i El carácter de Rizal (1917). Ceniony także za swój wkład w reformę ortografii tagalskiej. Mimo żarliwości, z którą popierał rozpowszechnienie angielszczyzny wśród Filipińczyków, we własnej działalności pisarskiej używał niemal wyłącznie języka hiszpańskiego. 
Wolnomularz, członek Wielkiego Wschodu Francji i afiliowanej przy nim paryskiej loży Temple de L’Honneur et de L’Union. 16 czerwca 1901 zainicjował powstanie manilskiej loży Rizal i został wybrany jej mistrzem. Wkrótce później zmieniła ona obediencję, łącząc się z Wielką Lożą Francji w atmosferze skandalu. Istniała do 1909, kiedy to uległa rozwiązaniu po porażce partii Tavery w wyborach do filipińskiego parlamentu.
Był inicjatorem przemianowania dystryktu Morong na dzisiejszą prowincję Rizal w czerwcu 1901. Jego młodszym bratem był rzeźbiarz Félix Pardo de Tavera (1859–1935).